# Lista de espécies do gênero Eria
Nota: esta lista encontra-se desatualizada uma vez que o gênero Eria foi dividido em sete outros, segundo conceitos filogenéticos. Além disso há grande quantidade de espécies inválidas e sinônimos incluídos na lista.

## A
- Eria acervata
- Eria acuminate
- Eria acutifolia
- Eria affinis
- Eria alba
- Eria albescens
- Eria albiflora
- Eria albolutea
- Eria aliciae
- Eria amica
- Eria amplectens
- Eria anceps
- Eria ancorifera
- Eria andamanica
- Eria angustifolia
- Eria annapurnensis
- Eria anomala
- Eria apertiflora
- Eria aporoides
- Eria appendiculata
- Eria arunachalensis
- Eria atrorubens
- Eria atrovinosa
- Eria aurantia
- Eria aurantiaca

## B
- Eria baeuerleniana
- Eria bambusifolia
- Eria bancana
- Eria baniae
- Eria barbifrons
- Eria bengkulensis
- Eria berringtoniana
- Eria bhutanica
- Eria bicolor
- Eria bicristata
- Eria bidupensis
- Eria bifalcis
- Eria biflora
- Eria bigibba
- Eria biglandulosa
- Eria bilobulata
- Eria binabayensis
- Eria bipunctata
- Eria bogoriensis
  - Eria bogoriensis var. bogoriensis.
  - Eria bogoriensis var. kurokawae
- Eria borneensis
- Eria brachystachya
- Eria bractescens
- Eria brevicaulis
- Eria brookesii
- Eria brownie
- Eria bulbophylloides

## C
- Eria calcarea
- Eria candoonensis
- Eria caricifolia
  - Eria caricifolia var. caricifolia
  - Eria caricifolia var. glabra
- Eria carinata
- Eria carnea
- Eria carnicolor
- Eria carnosissima
- Eria carnosula
- Eria carolettae
- Eria carunculosa
- Eria celebica
- Eria cepifolia
- Eria chlorantha
- Eria chrysocardia
- Eria clausa
- Eria clavata
- Eria clavicaulis
- Eria clavimentalis
- Eria clemensiae
- Eria cochinchinensis
- Eria coffeicolor
- Eria compacta
- Eria compressa
  - Eria compressa var. compressa
  - Eria compressa var. sumatrana
- Eria compressoclavata
- Eria concolor
- Eria conferta
- Eria conica
- Eria connata
- Eria consanguinea
- Eria convallariopsis
- Eria copelandii
- Eria cordifera
  - Eria cordifera subsp. borneensis
  - Eria cordifera subsp. cordifera
- Eria corneri
- Eria coronaria
- Eria crassicaulis
- Eria crassipes
- Eria cristata
- Eria crucigera
- Eria curranii
- Eria curtisii
- Eria cycloglossa
- Eria cylindrostachya
- Eria cymbidifolia
  - Eria cymbidifolia var. cymbidifolia
  - Eria cymbidifolia var. pandanifolia
- Eria cymbiformis
- Eria cyrtosepala

## D
- Eria dagamensis
- Eria dasypus
- Eria dasystachys
- Eria davaensis
- Eria dayana
- Eria decipiens
- Eria decurrentipetala
- Eria deliana
- Eria densa
- Eria dentrecasteauxii
- Eria diluta
- Eria discolor
- Eria diversicolor
- Eria djaratensis
- Eria donnaiensis
- Eria dulitensis
- Eria dura

## E
- Eria earine
- Eria elata
- Eria elisheae
- Eria erecta
- Eria eriopsidobulbon
- Eria erosula
- Eria erythrosticta
- Eria eurostachys
- Eria euryloba
- Eria exappendiculata
- Eria excavata
- Eria exilis

## F
- Eria farinosa
- Eria fastigiatifolia
- Eria feddeana
- Eria ferruginea
- Eria fimbriloba
- Eria fitzalanii
- Eria flavescens
- Eria floribunda
- Eria foetida

## G
- Eria gagnepainii
- Eria geboana
- Eria genuflexa
- Eria gibbsiae
- Eria gigantea
- Eria glandulifera
- Eria globifera
- Eria globulifera
- Eria gobiensis
- Eria gracilicaulis
- Eria graminea
- Eria graminifolia
- Eria grandis

## H
- Eria hainanensis
- Eria halconensis
- Eria hallieri
- Eria herklotsii
- Eria hosei
- Eria hutchinsoniana

## I
- Eria ignea
- Eria imbricata
- Eria imitans
- Eria imperatifolia

## J
- Eria japonica
- Eria jarensis
- Eria javanica
- Eria jengingensis
- Eria jenseniana
- Eria junghuhnii

## K
- Eria kalelotong
- Eria kamlangensis
- Eria kandariana
- Eria kaniensis
  - Eria kaniensis var. constricta ‘’
  - Eria kaniensis var. kaniensis.
- Eria karikouyensis
- Eria kawengica
- Eria kenejiana
- Eria kinabaluensis
- Eria kingii

## L
- Eria lacei
- Eria lactea
- Eria lactiflora
- Eria lamellata
- Eria lamonganensis
- Eria lancifolia
- Eria lancilabris
- Eria laniceps
- Eria lanigera
- Eria lanuginosea
- Eria lasiopetala
- Eria lasiorhiza
  - Eria lasiorhiza var. lasiorhiza.
  - Eria lasiorhiza var. unifolia
- Eria latibracteata
- Eria latilabellis
- Eria latiuscula
- Eria leavittii
- Eria ledermannii
- Eria leiophylla
- Eria leucantha
- Eria lindleyi
- Eria linearifolia
- Eria lineata
- Eria lineoligera
- Eria lochongensis
- Eria loheriana
- Eria lohitensis
- Eria longibracteata
- Eria longicruris
- Eria longifolia
- Eria longilabris
- Eria longipes
- Eria longirepens
- Eria longissima
- Eria longlingensis
- Eria lyonii

## M
- Eria macera
- Eria macrophylla
- Eria magnicallosa
- Eria maingayi
- Eria major
- Eria maquilingensis
- Eria marginata
- Eria mearnsii
- Eria medogensis
- Eria megalopha
- Eria meghasaniensis
- Eria melaleuca
- Eria mentaweiensis
- Eria merapiensis
- Eria merrittii
- Eria micholitziana
- Eria micholitzii
- Eria microchila
- Eria microglossa
- Eria minahassae
- Eria mindanaensis
- Eria monophylla
- Eria montana
- Eria mooreana
- Eria moultonii
- Eria mucronata
- Eria multiflora
- Eria murkelensis
- Eria myristiciformis
- Eria mysorensis

## N
- Eria neglecta
- Eria nepalensis
- Eria nutans

## O
- Eria obesa
- Eria obscura
- Eria obvia
- Eria occidentalis
- Eria ochracea
- Eria odontoglossa
- Eria odorifera
- Eria oligotricha
  - Eria oligotricha var. acutiloba
  - Eria oligotricha var. oligotricha
- Eria opeatoloba
- Eria oreogena
- Eria ornate
- Eria ovata
  - Eria ovata var. ovata.
  - Eria ovata var. retroflexa
- Eria ovilis

## P
- Eria pachycephala
- Eria pachyphylla
- Eria pachystachya
- Eria palawanensis
- Eria palawanensis
- Eria palmifolia
- Eria pandurata
- Eria paniculata
- Eria pannea
- Eria parviflora
- Eria pauciflora
- Eria pellipes
- Eria peraffinis
- Eria perpusilla
- Eria perspicabilis
- Eria petiolata
- Eria philippinensis
- Eria pilifera
- Eria pinguis
- Eria piruensis
- Eria pokharensis
- Eria polystachya
- Eria polyura
- Eria porphyroglossa
- Eria porteri
- Eria profusa
- Eria propinqua
- Eria pseudoclavicaulis
- Eria pseudocymbiformis
  - Eria pseudocymbiformis var. hirsuta
  - Eria pseudocymbiformis var. pseudocymbiformis
- Eria pseudoleiophylla
- Eria pseudostellata
- Eria puberula
- Eria puguahaanensis
- Eria pulchella
- Eria pulla
- Eria pulverulenta
- Eria pumila
- Eria punctata

## Q
- Eria quadricolor
- Eria quinquangularis
- Eria quinquelamellosa

## R
- Eria ramose
- Eria ramosii
- Eria ramuana
  - Eria ramuana var. ramuana.
  - Eria ramuana var. wariana
- Eria ramulosa
- Eria recurvata
- Eria rhizophoreti
- Eria rhodoleuca
- Eria rhodoptera
- Eria rhomboidalis
- Eria rhyncostyloides
- Eria rimannii
- Eria ringens
- Eria robusta
- Eria rolfei
- Eria rosea
- Eria rostriflora
- Eria rubifera

## S
- Eria sabasaroe
- Eria saccifera
- Eria sarcophylla
- Eria sarrasinorum
- Eria scabrilinguis
- Eria senilis
- Eria sessilifolia
- Eria shanensis
- Eria sharmae
- Eria siamensis
- Eria sicaria
- Eria simondii
- Eria simplex
- Eria singulifolia
- Eria sopoetanica
- Eria sordida
- Eria spicata
- Eria spirodela
- Eria stenobulba
- Eria straminea
- Eria suaveolens
- Eria subclausa
- Eria sumatrensis
- Eria sumbawensis
- Eria summerhayesiana
- Eria sundaica
- Eria sutepensis
- Eria szetschuanica

## T
- Eria taylorii
- Eria tenuicaulis
- Eria tenuiflora
- Eria thao
- Eria thwaitesii
- Eria tiagii
- Eria tomentosa
- Eria tomentosiflora
- Eria tomohonensis
- Eria torricellensis
- Eria toxopei
- Eria trichotaenia
- Eria tricolor
- Eria tridens
- Eria triloba
- Eria trilophota
- Eria truncate
- Eria truncicola

## U
- Eria umbonata
- Eria unifolia

## V
- Eria vegans
- Eria vaginifera
- Eria valida
- Eria vanoverberghii
- Eria ventricosa
- Eria verruculosa
- Eria versicolor
- Eria virginalis
- Eria viridibracteata
- Eria vittata
- Eria vulcanica

## W
- Eria wariana
- Eria wildgrubeana
- Eria wildiana
- Eria woodiana

## X
- Eria xanthocheila

## Y
- Eria yanshanensis
- Eria yunnanensis

## Z
- Eria zamboangensis